# تخلق النسيج العصبي
تخلق النسيج العصبي هو العملية التي تستخدمها الخلايا الجذعية العصبية (إن إس سي إس) لإنتاج خلايا الجهاز العصبي، أي العصبونات. تحدث هذه العملية لدى جميع الأنواع الحيوانية ما عدا المساميات (الإسفنجيات) والصفيحيات. تشمل أنواع الخلايا الجذعية العصبية كلًا من الخلايا الظهارية العصبية (إن إي سي إس)، والخلايا الدبقية الشعاعية (آر جي سي إس)، والخلايا السلف القاعدية (بي بّي إس)، والآرومات العصبونية المتوسطة (آي إن بّي إس)، والخلايا النجمية للمنطقة تحت البطينية، والخلايا النجمية الشعاعية للمنطقة تحت الحبيبية من بين أخرى.
يصل تخلق النسيج العصبي إلى نشاطه الأكبر خلال مرحلة التطور الجنيني، إذ يُعتبر مسؤولًا عن إنتاج جميع أنواع العصبونات المختلفة لدى الكائن الحي، ويستمر نشاطه خلال مرحلة البلوغ لدى العديد من الكائنات الحية. لا تخضع العصبونات لأي انقسامات بمجرد ولادتها (انظر الانقسام المتساوي)، إذ يعيش كثير منها طوال حياة الحيوان.

## تخلق النسيج العصبي لدى الثدييات

### تخلق النسيج العصبي التطوري
خلال التطور الجنيني، ينشأ الجهاز العصبي المركزي (سي إن إس؛ الدماغ والنخاع الشوكي) من الأنبوبة العصبية، التي تحتوي على «إن إس سي إس» المسؤولة عن توليد العصبونات بشكل لاحق. مع ذلك، لا يبدأ تخلق النسيج العصبي حتى الوصول إلى كمية كافية من «إن إس سي إس». تُدعى هذه الخلايا الجذعية الأولية الخلايا الظهارية العصبية (إن إي سي إس)، التي تتخذ لاحقًا مورفولوجية شعاعية متطاولة معروفة باسم الخلايا الدبقية الشعاعية (آر جي سي إس). تُعتبر خلايا «آر جي سي إس» الخلايا الجذعية الأولية للجهاز العصبي المركزي لدى الثدييات، إذ توجد في المنطقة البطينية الجنينية الواقعة بجوار الجوف المركزي المليء بالسائل (الجهاز البطيني) للأنبوبة العصبية. بعد تكاثر «آر جي سي»، يشهد تخلق النسيج العصبي انقسامًا نهائيًا لخلايا «آر جي سي» الأم، التي تنتهي بنتيجتين محتملتين. أولًا، قد يؤدي هذا إلى توليد فئة فرعية من الخلايا السلف العصبونية التي يُطلق عليها اسم الآرومات العصبونية المتوسطة (آي إن بّي إس)، إذ ينقسم كل منها لمرة واحدة أو أكثر منتجة العصبونات. بدلًا من ذلك، قد تنتج العصبونات المتولدة بشكل مباشر. لا تشكل العصبونات بشكل فوري دارات عصبية عبر المحاور العصبية والتغصنات الشجيرية النامية. عوضًا عن ذلك، تهاجر العصبونات الوليدة في البداية لمسافات طويلة وصولًا إلى وجهتها النهائية، حيث تنضج مولدة في النهاية الدارات العصبية. على سبيل المثال، تهاجر العصبونات المتولدة في المنطقة البطينية شعاعيًا إلى الصفيحة القشرية، حيث تتراكم العصبونات مشكلة القشرة المخية. يحدث توليد العصبونات بالتالي في منطقة نسيجية محددة أو «عش عصبي المنشأ» للخلايا الجذعية الأم.
يخضع معدل تخلق النسيج العصبي ونوع العصبونات المتولدة (الممتدة، أو المحفزة أو المثبطة) بشكل أساسي إلى العوامل الجينية والجزيئية. تشمل هذه العوامل بشكل رئيسي مسار إشارات الشق، إلى جانب العديد من الجينات المرتبطة بتنظيم مسار الشق. تشكل الجينات والآليات المسؤولة عن تنظيم تخلق النسيج العصبي إحدى الموضوعات الخاضعة للبحث المكثف بين الأوساط الأكاديمية، والدوائية والحكومية في جميع أنحاء العالم.
تختلف المدة الزمنية اللازمة لتوليد جميع عصبونات الجهاز العصبي المركزي بشكل كبير بين الثدييات، ولا يكتمل تخلق النسيج العصبي للدماغ بالضرورة بحلول وقت الولادة. على سبيل المثال، تخضع الفئران لتخلق النسيج العصبي القشري بدءًا من اليوم الجنيني (اليوم التالي للحمل) (إي) 11 إلى اليوم الجنيني 17، ثم تولد في اليوم الجنيني 19.5. تولد بنات مقرض بدورها في اليوم الجنيني 42، لكن لا تنتهي دورة تخلق النسيج العصبي القشري لديها حتى بضعة أيام بعد الولادة. بالعكس، يبدأ تخلق النسيج العصبي لدى الإنسان بشكل عام في الأسبوع الحملي (جي دبليو) 10 وينتهي في الأسبوع الحملي 25، إذ تحدث الولادة بين الأسبوعين الحمليين 38-40.